# Évenos
Évenos ist eine französische Gemeinde mit 2.406 Einwohnern (Stand 1. Januar 2022) im Département Var in der Region Provence-Alpes-Côte d’Azur. Sie gehört zum Kanton Ollioules im Arrondissement Toulon.

## Geographie
Die Gemeinde Évenos liegt etwa zehn Kilometer nordwestlich von Toulon. Sie setzt sich aus drei Dörfern zusammen: Sainte Anne d’Evenos, das heutige administrative Zentrum der Gemeinde, das alte Dorf Évenos (provenzalisch Nebre) auf einer Berghöhe und Le Broussan. Teile des Gemeindegebietes gehören zum Regionalen Naturpark Sainte-Baume.

## Geschichte
Einige Jahrhunderte vor unserer Zeitrechnung wurde die Region von Kelto-Ligurischen Stämmen bewohnt, die viele Spuren in den Schluchten des Destel hinterlassen haben. In dieser Schlucht lag die Ortschaft Saint Estève, in der sich eine große Kapelle mit drei Apsiden und eine von den Templern betriebene Leprastation befand. Schon die Römer bauten auf den Resten eines griechischen Turms ein Oppidum.
Ludwig IX. von Frankreich, der heilige Ludwig, verweilte hier auf der Rückkehr von einem Kreuzzug. Die Sarazenen zerstörten mehrmals das Dorf. Die Einwohner, die den aktuellen Standort Évenos bewohnten, begannen im zehnten Jahrhundert das Dorf mit einer mittelalterlichen Burg zu bewehren.
Rund um diese Burg gibt es einen zweiten Festungswall, der heute teilweise zerstört ist. Nur der Gehweg, der „chemin de ronde“ ist noch erhalten.
Eine Kirche ist Teil der Burgfeste, sie war befestigt, man erreicht die Verteidigungs-Plattform über eine Treppe, die vom „chemin de ronde“ herunterführt. Sie wurde im achtzehnten Jahrhundert wieder aufgebaut und bekam ein Dach und einen kleinen Glockenturm.

## Sehenswürdigkeiten

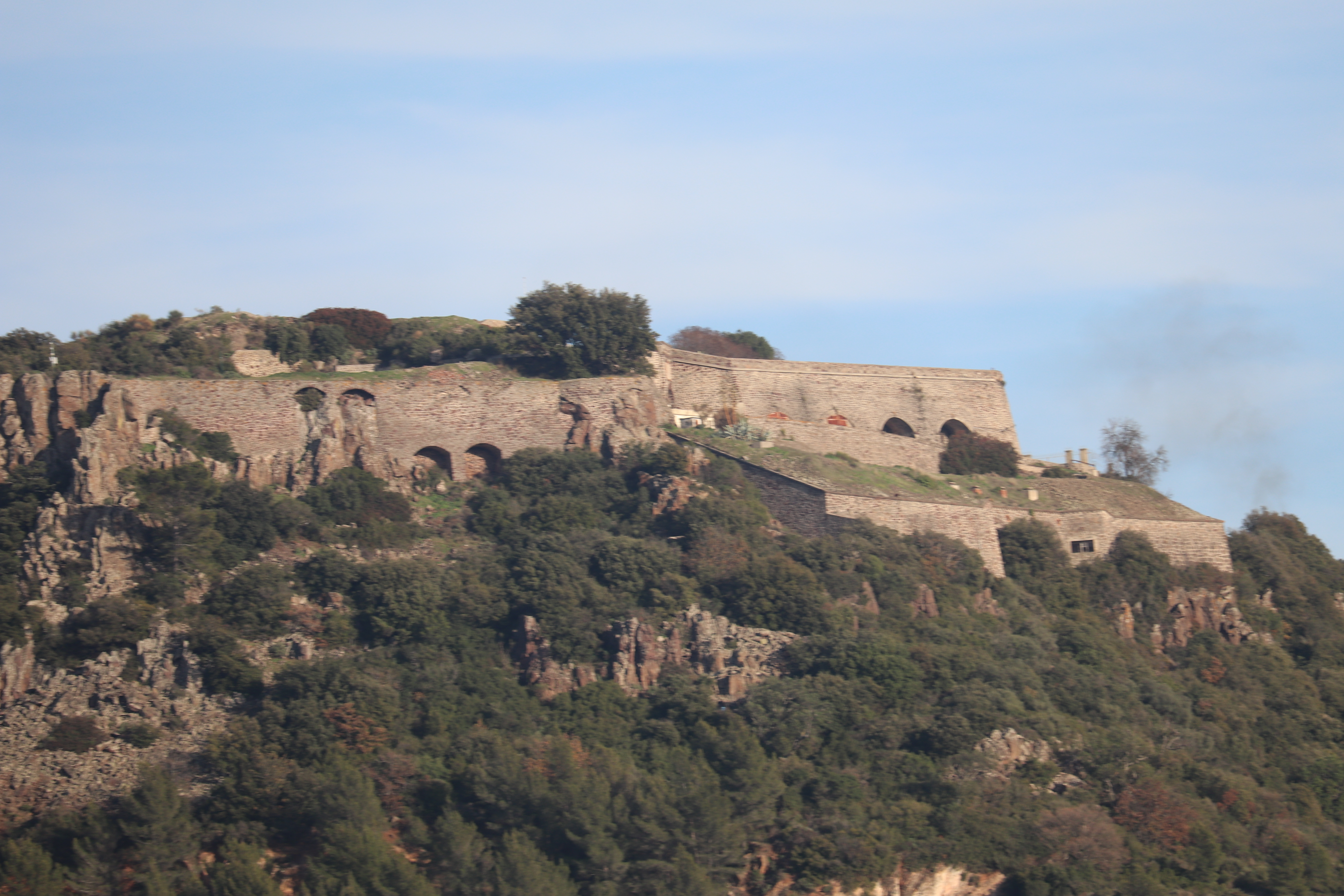
Abri sous roche und das alte Fort

- Die romanische Pfarrkirche Saint-Martin im alten Dorf Évenos wurde im 11. Jahrhundert errichtet.[1]
- Die Burg (die heute im Privatbesitz ist) Sie ist von den  Gorges d’Ollioules sichtbar und wurde 2016 grundlegend erneuert.
- In der Schlucht von Ollioules (Gorges d’Ollioules), dem Destel-Tal (Vallon de Destel), bei den Sandsteinfelsen Grès de Sainte Anne und in der Höhle von Croupatier kann die wilde Seite der provenzalischen Natur erlebt werden.
- Das Fort Pipaudon, das heute der Gemeinde St.Anne d’Evenos gehört.